# Ulrich Spiesshofer
Ulrich Spiesshofer (né le 26 mars 1944), est un homme d'affaires allemand et suisse, actuel PDG du groupe ABB, une multinationale présente dans les technologies de l'électricité et l'automation, et dont le siège se trouve à Zurich en Suisse. Il a pris ses fonctions le 15 septembre 2013, succédant à Joe Hogan. Auparavant, il était responsable de la division Discrete Automation and Motion au sein d'ABB, qui comprend notamment moteurs, générateurs et variateurs de vitesse.

## Vie et carrière
Spiesshofer obtient une maîtrise en économie et gestion d'entreprise en 1989 et un doctorat en économie en 1991 auprès de l'Université de Stuttgart. Il commence sa carrière professionnelle en travaillant onze ans chez A.T. Kearney, une entreprise spécialisée dans le conseil en management aux entreprises. Il grimpe graduellement les échelons de l'entreprise et s'expatrie en Australie pendant cinq ans, d'où il dirige pendant deux ans la branche asiatique du groupe. Il rejoint alors la direction européenne du groupe à Zurich.
De 2002 à 2005, il travaille pour Roland Berger, une autre entreprise spécialisée dans le conseil aux entreprises. 
En 2005, il rejoint ABB en tant que responsable du Corporate Development. A ce titre, il supervise les opérations de fusion-acquisition et la mise en place de nouveaux processus d'entreprise au sein de la division achats de l'entreprise. Sa supervision de l'acquisition de Baldor en 2011 et son intégration au groupe ABB est cité par le groupe comme une réussite importante. En septembre 2013, il est nommé PDG du groupe en remplacement de Joe Hogan, un homme d'affaires américain qui avait dirigé le groupe suisse pendant cinq ans et a démissionné pour « raisons personnelles ». Le 17 avril 2019 Ulrich Spiesshofer démissionne,.